# Thaumalea heterodoxa
Thaumalea heterodoxa är en tvåvingeart som beskrevs av Schmid 1958. Thaumalea heterodoxa ingår i släktet Thaumalea och familjen mätarmyggor. Inga underarter finns listade i Catalogue of Life.